# María Ruanova
María Ruanova (San Juan, Argentina; 1912-Buenos Aires, 5 de junio de 1976) fue una bailarina, coreógrafa, docente y maestra de ballet argentina de notable actuación en el Teatro Colón e internacionalmente. Se formó en Instituto Superior de Arte del Teatro Colón, en la Escuela de Danza Clásica del Teatro Colón, fue contratada en 1936 como primera bailarina del Ballet Ruso de Montecarlo bailando en Londres, Glasgow, Sudáfrica, Francia. En París estrenó obras de Michel Fokine y fue Primaballerina del Teatro Colón en 1942 donde estrenó mundialmente Concerto de Mozart coreografiado por George Balanchine
Trabajó en cine en las películas "Donde mueren las palabras" (1946) y "Apollon Musagete" (1951) .
Fue directora del cuerpo de ballet del Teatro Colón y del Ballet del SODRE de Montevideo.
El Instituto Nacional Superior del Profesorado lleva su nombre en homenaje y también lo llevó el hoy llamado "Escuela nacional de danzas "Aída Mastrazzi" hasta la separación con el profesorado nombrado previamente; por resolución del Ministerio de Educación, actualmente, el instituto de formación superior y docente es parte de la Universidad Nacional de las Artes (UNA) por Ley Nacional 24.521, Artículo 27, decreto del Poder Ejecutivo de la Nación Argentina.
En su nombre se estableció el Premio María Ruanova, el máximo galardón de la danza argentina
La Secretaria de Cultura de la Nación editó un DVD sobre su vida y obra: María Ruanova.

## Filmografía como  actriz
- Donde mueren las palabras (1946)
- Embrujo (1941)

## Publicaciones
- Carlos Manso; María Ruanova: La verdad de la danza, 1987, 9501800849 (ISBN13: 9789501800845)
- Inés Malinow; María Ruanova (Mujeres Argentinas)